# Berdún
Berdún är en ort i Spanien.   Den ligger i provinsen Provincia de Huesca och regionen Aragonien, i den nordöstra delen av landet, 300 km nordost om huvudstaden Madrid. Berdún ligger 668 meter över havet och antalet invånare är 398.
Terrängen runt Berdún är huvudsakligen kuperad, men den allra närmaste omgivningen är platt.Runt Berdún är det mycket glesbefolkat, med 2 invånare per kvadratkilometer. Närmaste större samhälle är Hecho, 17,3 km nordost om Berdún. Trakten runt Berdún består till största delen av jordbruksmark.